# The Kids Aren't Alright
The Kids Aren't Alright är en singel av det amerikanska punkrockbandet The Offspring. Titeln på låten är en allusion på The Whos låt (och dokumentär) "The Kids Are Alright". Trots att låten inte blev en lika stor succé som de föregående singlarna från samma album fortsätter den att vara den singeln, av The Offspring, som flest har lyssnat på av Last.fms lyssnare. "The Kids Aren't Alright" kom på plats 88 på listan The KROQ Top 300 Songs of the 90s och den kom även med på Loudwire.com:s lista "13 Disturbing Songs People Love". Låten finns med på The Facultys soundtrack och den finns även med på en mängd av bandets andra singlarna såsom "She's Got Issues", "Want You Bad" och "(Can't Get My) Head Around You" (dock är versionerna av låten inte likadan på de olika singlarna). En akustisk version av låten har framförts live och bandet Apocalypstik har även gjort en coverversion av denna låt, som finns med på albumet A Tribute to The Offspring. En vit makt-version av "The Kids Aren't Alright", med titeln "Still Occupied", lanserades 2000 av Razors Edge & Hate Society på albumet Strength Thru Blood.
Inspiration till "The Kids Aren't Alright" fick sångaren Dexter Holland när han besökte sitt gamla bostadsområde Garden Grove i Orange County, Kalifornien. När han där fick reda på att hans barndomsvänner hade gått tragiska öden till mötes (såsom bilolyckor och nervösa sammanbrott) bestämde han sig för att skriva ner låten. Holland har sagt att musikvideon till "The Kids Aren't Alright" var den musikvideo som överraskade honom mest eftersom den överträffade de höga förväntningar han hade på den. Holland berättade även att i en av scenerna var filmkameran enbart några centimeter från att halshugga honom.

## Låtlista
Alla låtar är skrivna och komponerade av The Offspring, om inte annat anges. 
| Nr | Titel                                       | Längd |
| -- | ------------------------------------------- | ----- |
| 1. | The Kids Aren't Alright                     | 3:00  |
| 2. | Pretty Fly (for a White Guy) (live-version) | 3:10  |

| 1. | The Kids Aren't Alright                     | 3:00 |
| 2. | Pretty Fly (for a White Guy) (live-version) | 3:10 |
| 3. | Why Don't You Get a Job? (live-version)     | 3:17 |
| 4. | Walla Walla (live-version)                  | 3:18 |